# New York Girl
「New York Girl」（ニューヨーク・ガール）は、西城秀樹の57枚目のシングル。1987年5月21日にRCAから発売された。

## 解説
- 作詞・作曲はシャラマーのリード・シンガーとしても知られるハワード・ヒューイットとジョージ・デュークによる共作である[2]。
- ジャケットのイラストは永井博が手がけている[2]。

## 収録曲
（全作詞・作曲：H.HEWETT-G.DUKE／編曲：G.DUKE）
1. New York Girl
訳詞：秋元康
2. New York Girl (English Version)

## この頃のできごと
- 1987年3月5日～3月8日 - 中国にてコンサートを開催する。
- 香港映画『天使行動』の主演を務める。